# Брандон (Вермонт)
Брандон (енгл. Brandon) насељено је место без административног статуса у америчкој савезној држави Вермонт.

## Демографија
По попису из 2010. године број становника је 1.648, што је 36 (-2,1%) становника мање него 2000. године.
| Група             | 2000.         | 2010.         |
| Белци             | 1.657 (98,4%) | 1.598 (97,0%) |
| Афроамериканци    | 1 (0,1%)      | 7 (0,4%)      |
| Азијати           | 2 (0,1%)      | 7 (0,4%)      |
| Хиспаноамериканци | 3 (0,2%)      | 15 (0,9%)     |
| Укупно            | 1.684         | 1.648         |